# Stopa Xapatanu
Stopa Xapatanu (francouzsky La piste de Xapatan) je 20dílná televizní soutěž z produkce televize Antenne 2. Uvedena byla ve Francii v roce 1992.
Soutěž se natáčela v Mexiku poblíž města Ciudad Valles u vesnice Platanito, v přitažlivém prostředí kaskád a vodopádů řeky Micos (skutečným jménem titulní hory je Pico Micos). Jejím duchovním otcem byl Jacques Antoine a jako moderátoři v ní vystupovali Sophie Davantová (jako průvodkyně a řidička) a Grégory Franck (jako profesor Grégory).
Mimo francouzské diváky se pořadu dočkali též např. diváci němečtí nebo čeští (na programu OK3 a poté díky repríze na TV Nova).
Ve 13. dílu odvysílaném 15. května 1992 se hry zúčastnil tým moderátorů z Antenne 2.

## Idea soutěže
Idea soutěže vychází z této pověsti:
V samém srdci Mexika ve státě San Luis Potosí, jehož jméno značí v kečuánštině „bohatství“, se nachází mytické místo zvané Xapatan.
Legenda praví, že xapatanští bohové na sebe brali všemožné podoby – lidí, zvířat nebo věcí.
Každá mladá dívka se musela jednou ve svém životě za východu slunce odebrat do tajemné jeskyně, aby tam hledala jednu ze sošek bohů, která ji měla ochraňovat.
Do každé z nich je však vsazen drahý kámen a stalo se, že jedna z dívek chtěla odnést všechny.
Bozi se rozhněvali, zajali ji a na jedinou stezku vedoucí k posvátnému místu nastražili pasti, k nimž postavili strážce hory.
Sedm mladých mužů se rozhodlo podstoupit dobrodružství, avšak pouze tomu nejstatečnějšímu z nich se podařilo vrátit se zpět se soškou i se zajatkyní.

## Principy

### Hlavní postavy soutěže
Kandidátisedmero mužů, kteří jsou v podstatě všichni ve službách jednoho, toho, který dojde jako první na konec cesty a spojí se s kandidátkou. Jejich nezbytným vybavením, o něž je jim až na konec společné cesty ukládáno strážci hory, jezdci, amazonkami a i přírodou, je bezpečnostní výstroj v pouzdře na zádech; pokud by tuto výstroj ztratili nebo pokud by jim byla vzata, hra pro ně končí. Na začátku hry dostanou pergamen, na němž je symbolickým jazykem dávných Mayů vyjádřeno, o jakou sošku vyhlašovatel soutěže – profesor Grégory – stojí. Symboly jsou kandidátům vysvětleny na třech zastaveních během cesty; na týchž místech též mohou spatřit podoby všech dvaceti sošek, které hledá kandidátka.
Kandidátkažena, která má za úkol v jeskyni umístěné vysoko na hoře naproti železniční zastávce nalézt pokud možno všech 20 ukrytých sošek. Po příchodu jednoho z kandidátů se spolu poradí, o kterou sošku asi profesoru Grégorovi jde, a vydají se na cestu přes údolí na vlak.
Prof. Grégorymuž, který je vyhlašovatel soutěže. Odměna vítězům činí 50 milionů pesos (v přepočtu 100 tisíc franků). Pokud by dopravili sošku poškozenou, pak jen 35 milionů pesos, a pokud by včas donesli nesprávnou sošku, pak jen 10 milionů pesos. V případě, že by se kandidátka a jeden z kandidátů nedostali na nádraží včas, odkoupil by sošku asistent prof. Grégoryho za 5 milionu pesos.
Řidička a průvodkyněžena, která kandidáty přepravuje od překážky k překážce, poučuje je, kárá a povzbuzuje. Na konci společné cesty odstartuje závod zbylých kandidátů o to, kdo se jako první spojí s kandidátkou, a otevře si tak cestu k možné výhře.
Strážci horymuži, oděni v maskách podobných olméckým hlavám. Jejich úkolem je ztěžovat kandidátům cestu k jeskyni. S kandidáty přímo zápasí kontaktně, nebo bez přímého kontaktu. Někteří ze strážců masky nemají, např. Barbara Negro u své závory.
Jezdcimuži na koních. Ze svých koní dobře ovládají laso a jím se na několika místech soutěže snaží znehybnit kandidáty tak, aby jim amazonky mohly vzít pouzdro s výstrojí. Nejlepší z jezdců na koních je Černý jezdec (Cavalier Noir), přes jehož domény vede čtveřice alternativních cest.
Amazonkyženy s páskou přes oči, jejichž cílem je podporovat úsilí jezdců a strážců hory o zpomalení či zastavení postupu kandidátů k jeskyni.

### Základní zásady
- na samý konec cesty zpět v železniční zastávce může řádnou cestou jen kandidátka a jeden ze sedmi kandidátů;
- osud kandidátů ve hře je vázán na pouzdro s bezpečnostní výstrojí. To potřebují pro bezpečnou cestu lanovkou z hory do údolí.
- kandidáti jsou nuceni překonávat překážky svou fyzickou silou, ale i šikovností a hbitostí. Rozluštění pergamenu vyžaduje logické myšlení;
- na absolvování celé cesty je vyhrazeno 75 minut. Jejich běh se nepřerušuje. Na zastávku je nutno přijít před jejich vypršením, nebo vlak ujede i s profesorem Grégorym.

### Překážky

Mapka soutěžní trasy. Vysvětlení je v popisu obrázku

Zde je seznam překážek, jimiž kandidáti musí projít. Čtyři překážky, u nichž jde o fyzickou sílu, mají své alternativní cesty přes území Černého jezdce.
1. Ranč poslední šance. Odklízení rohoží. Pod některými z nich díry. Na kandidáty zpoza dřevěného hrazení útočí jezdci na koních a amazonky; asi 74 minut do konce.
2. Pallos na mostě. Most, jehož střední část nutná k projetí auta je odsunuta na zadní třetinu mostu střeženou dvěma strážci hory s pallos; asi 70 minut do konce.
3. Řetěz přes most. Projetí mostu je znemožněno natažením řetězu upevněného o kus dál na stromě v řece. Cesta kandidátů k místu upevnění řetězu je ztěžována strážci hory kropícími kandidáty proudy vody; asi 66 minut do konce.
  - První kámen s vysvětlením části symbolů pergamenu a vyobrazením šestice sošek.
4. Volové. Dvoudílná ohrada. Voly je nutno vyhnat z části ohrady určené k projetí vozidla do druhé části ohrady.
5. Námořní bitva o díl mostu. Přes most nelze projet, dokud kandidáti nedostanou z řeky 50kilogramový díl mostu střežený třemi strážci ve dvou člunech. I kandidáti mohou užít člunů; asi 57 minut do konce.
6. Nepropustní bratři. Přes cestu leží posuvný rošt s bodci obrácenými vzhůru tak, aby se přes ně nedalo projet. Rošt drží dva na zemi ležící strážci zapření nohama o trám. Kandidáti musí dokázat překonat je tažením roštu svým směrem; asi 52 minut do konce.
  - Alternativa: území Černého jezdce.
7. Dobývání sloupů. Přes cestu je natažena síť a za ní matrace. Síť je uvázána na dvou sloupech a na nich ukotvení střeží strážci hory vybavení štítem. Kandidáti musí každého ze strážců hory pomocí zhoupnutí na laně shodit ze sloupu a síť uvolnit; asi 48 minut do konce.
8. Kůlový ranč. Ohrazená cesta, v níž jsou usazeny kůly tak, aby nebylo možno projet. Z obou stran ohrazení útočí jezdci na koních a amazonky; asi 41 minut do konce.
  - Druhý kámen s vysvětlením části symbolů pergamenu a vyobrazením šestice sošek.
9. Strašlivý xapatánský válec. Do kopce je třeba odvalit velký klecovitý válec, v němž se úsilí kandidátů snaží ztěžovat trojice strážců hory; na začátku úkolu asi 36 minut do konce.
  - Alternativa: území Černého jezdce.
10. Slalom mezi pytli. Přes cestu je natažena síť, jejíž ukotvení je na sloupu, k němuž je nutno dojít po dlouhém trámu. Cestu přes trám činí nebezpečnou pohyblivé pytle ovládané z vyvýšené rampy strážci hory a po obou stranách trámu číhající amazonky; asi 31 minut do konce.
  - Alternativa: území Černého jezdce.
11. Odklízení otýpek. Cesta vedoucí malým úvozem je přehrazena otýpkami. Odklizené otýpky nahrazují novými strážci hory.
12. Závora Barbara Negra. Silný strážce hory stráží závoru přes cestu. Je zapotřebí ho zvednout se závorou tak, aby se závory pustil a umožnil projetí; asi 21 minut do konce.
  - Alternativa: území Černého jezdce.
  - Třetí kámen s vysvětlením části symbolů pergamenu a vyobrazením osmera sošek.
13. Běh ke dveřím v plotě. Poslední pouze mužskou překážkou je přemoci zbylé kandidáty a stát se tím prvním, kdo proběhne dveřmi v plotě, za nimiž čeká kandidátka se svým průvodcem.
14. Výběr sošky.
15. Sjetí lanovkou nad řeku v údolí a výstup po 320 schodech k železniční zastávce.

## Ohlasy
Soudě podle internetových diskusí ani po více než deseti letech od uvedení neupadla tato soutěž v zapomnění diváků. Jsou však i kritické hlasy, které – i s odkazem na sesterský pořad Klíče od pevnosti Boyard (Fort Boyard) – soutěži vyčítají nespravedlnost (všichni ve službách jednoho) a omezený počet překážek a úkolů.
Soutěž byla svého času zpracována i jako vystřihovací papírová desková hra v časopisu ABC jako Stopa k čokoládovým bohům Xapatanu v čísle 13, 38. ročníku časopisu.